# Машина за пробијање тунела
Машине за пробијање тунела (енгл. tunnel boring machine (TBM) ) или такозване „кртице“ су машине за ископавање тунела са кружним пресеком. Могу да буше кроз све врсте материјала, од чврстог камена до песка. Пречник тунела може да варира од једног метра (урађено микромашином за бушење тунела) па до 19,25 метара данас. Ове машине се користе као алтернатива за бушење и минирање (Д & Б) метода у камену и земљишту. Предност ових машина је то што ограничавају поремећај на околни терен и производе тунела глатких зидова. Главни недостатак је авансна цена. Ове машине су скупе за изградњу и тешко се транспортују. Међутим како савремени тунели постају дужи, цена машина за пробијање тунела, у односу на бушења и минирања, је у ствари мања јер је бушење овим машинама много ефикасније и даје боље резултате. ТБМ ради на начин да потискује бушачку главу на чело ископа, а по њој су распоређени одређени алати - резачи. Углавном су то такозвани диск резачи. Они се крећу по концентричним круговима по челу ископа. При том на њих делује притисак тако да оштрица резача делује попут клина који разара стену у облику плочица.

## Историја
Први ротирајући штит развио је Марк Исамбард Брунел за ископавање Темзиног тунела 1825. године, међутим ово је био само изум концепта штита и није укњучивало изградњу целе бушилице. Прву машину за бушење тунела склопио је Хенри Џозеф Маус да би је, 1845. године испоручио краљу Сардиније ради ископавања тунела између Француске и Италије кроз Алпе.
У Сједињеним Америчким Државама прва машина бушилица саграђена је и коришћена 1853. године за изградњу тунела Хусек.

## Делови машине за пробијање тунела
- Механизам за бушење
- Механизам за упирање и подупирање
- Механизам за унутрашњи транспорт ископаног материјала
- Механизам за отпрашивање
- Механизам за одвод
- Механизам за погон
- Механизам за енергетику
- Механизам за управљање